# Стенятин
Стенятин (укр. Стенятин) — село в Сокальской городской общине Шептицкого района Львовской области Украины.
Население по переписи 2001 года составляло 1457 человек. Занимает площадь 3,468 км². Почтовый индекс — 80024. Телефонный код — 3257.